# به سونگ وو
به سونگ وو (کره‌ای: 배성우؛ انگلیسی: Bae Seong-woo؛ زادهٔ ۲۱ نوامبر ۱۹۷۲) بازیگر اهل کره جنوبی است. او در فیلم‌هایی مانند عشق من، عروس من (۲۰۱۴) و اداره (۲۰۱۵) ایفای نقش کرده است.